# Tesho Akindele
Tesho Akindele (ur. 31 marca 1992 w Calgary) – kanadyjski piłkarz pochodzenia nigeryjskiego z obywatelstwem amerykańskim występujący na pozycji napastnika, reprezentant Kanady.
Jego ojciec pochodzi z Nigerii, zaś matka z Kanady. Urodził się w Kanadzie, a w wieku ośmiu lat przeprowadził się do Stanów Zjednoczonych.